# 혼다 노부요시
혼다 노부요시(일본어: 本多 延嘉: 1934년 2월 6일 - 1975년 3월 14일 )는 일본의 신좌파 활동가다. 혁명적공산주의자동맹 전국위원회(중핵파)의 최고지도자였다.
1934년 2월 5일 도쿄도 간다구 간다이즈미정에서 태어났다. 부친은 전체 노동자였고, 옛 아사쿠사구 토리고에에서 자랐다. 태평양전쟁 중에는 일가족이 사이타마현 키타아다치군 아다치정(지금의 시키시)로 피난했고, 노부요시는 피난지에서 무네오카소학교를 졸업했다.
1946년 4월, 구제 사이타마현립 카와고에중학교(지금의 사이타마현립 카와고에고등학교)에 입학했다. 중학생 때 일본공산당의 청년조직 청년공산동맹(지금의 일본민주청년동맹)에 가맹했고, 카와고에고등학교에서 공산당에 입당했다.
1953년 4월, 와세다대학 제2법학부에 입학했고, 1954년 4월, 와세다대학 제1문학부 국사학과로 전입했다(1958년 중퇴). 이후 혼다는 『와세다대학신문』 편집장으로 정력적으로 활동하며, 공산당 와세다대 세포(당시 400여명)의 지도적 지위를 점한다.
1956년 “헝가리 동란”에 충격을 받아, 기성의 일본공산당 조직 및 이론을 “스탈린주의”라고 결별하고, 1957년 말 쿠로다 칸이치의 “변증법연구회”에 참가한다. 이어서 일본트로츠키스트연맹(트로련) 결성에 참여했다.
1958년 트로련이 발전적 해소해서 결성된 혁명적공산주의자동맹(혁공동) 내부에서 쿠로다 등과 함께 “혁명적마르크스주의그룹(RMG)”을 결성, “트로츠키주의마저 극복했다”고 주장하는 “반스탈린주의파”로서, 제4인터내셔널 가입을 주장하는 니시 쿄지 등의 “트로츠키스트파”와 대립했다.
1959년, 쿠로다가 공산당의 정보를 경시청에 팔아넘기려 했다가 미수에 그친 사건이 발각되었다(쿠로다-오오카와 스파이 문제). 혼다는 일관되게 쿠로다를 변호했고, 동년 8월 혁공동 제1회 대회에서 쿠로다가 제명되자 다른 RMG 멤버들을 이끌고 혁공동을 탈당했다. 8월 31일, RMG는 혁명적공산주의자동맹 전국위원회를 결성하고 쿠로다가 의장, 혼다가 서기장에 취임한다.
1962년의 혁공동 제3회 전국위원회 총회에서 혼다가 기초한 「당건설방침」 및 「노동운동방침」 의안을 둘러싸고 쿠로다와의 이론적 대립이 표면화되었다. 1963년 2월 쿠로다파가 조직에서 재탈당하여 일본혁명적공산주의자동맹 혁명적마르크스주의파(혁마르파)를 결성한다. 이후 혁공동 전국위원회에 잔류한 혼다파는 “중핵파”라고 지칭되게 된다. 이는 혁공동의 학생조직인 마르크스주의학생동맹(마르학동)에서는 반대로 혼다파가 쫓겨나면서 “마르학동 중핵파”를 자처했기 때문이다.
1969년 4월 27일, 오키나와데이 사건에 연루되어 파방법 개인적용(예비・음모 혐의)을 받아 체포되었다가 1971년 3월 보석으로 풀려났다.
1975년 3월 14일 새벽, 사이타마현 가와구치시의 자택에서 취침 중에, 혁마르파의 참수작전 습격을 받아 암살당했다(중핵파 서기장 우치게바살인사건). 향년 41세.